# Punk Goes Metal
| Recensione | Giudizio |
| ---------- | -------- |
| AllMusic   | [ 1 ]    |
| Ox-Fanzine | Negativo |

Punk Goes Metal è la prima compilation della serie Punk Goes... creata e pubblicata dalla Fearless Records. Contiene cover di canzoni heavy metal reinterpretate da gruppi punk rock. È stata pubblicata il 1º agosto 2000.
La traccia dei The Aquabats, Why Rock?, in realtà è una composizione originale, accreditata al gruppo musicale immaginario "Leather Pyrate".

## Tracce
| #   | Titolo              | Artista           | Artista originale | Durata |
| --- | ------------------- | ----------------- | ----------------- | ------ |
| 1.  | Breakin' the Law    | Divit             | Judas Priest      | 2:09   |
| 2.  | Talk Dirty to Me    | Jughead's Revenge | Poison            | 3:26   |
| 3.  | My Michelle         | AFI               | Guns N' Roses     | 3:33   |
| 4.  | War Ensemble        | Bigwig            | Slayer            | 5:10   |
| 5.  | Heaven              | New Found Glory   | Warrant           | 3:30   |
| 6.  | Bark at the Moon    | Strung Out        | Ozzy Osbourne     | 3:32   |
| 7.  | I Remember You      | The Ataris        | Skid Row          | 3:38   |
| 8.  | Harvester of Sorrow | Link 80           | Metallica         | 4:31   |
| 9.  | Sexual Abuse        | Guttermouth       | St. Madness       | 3:56   |
| 10. | T.N.T.              | Dynamite Boy      | AC/DC             | 3:19   |
| 11. | Little Fighter      | Death by Stereo   | White Lion        | 4:09   |
| 12. | Youth Gone Wild     | Swindle           | Skid Row          | 3:02   |
| 13. | I Don't Know        | Turnedown         | Ozzy Osbourne     | 4:38   |
| 14. | Looks That Kill     | Diesel Boy        | Mötley Crüe       | 3:46   |
| 15. | Holy Wars           | Rx Bandits        | Megadeth          | 5:10   |
| 16. | Love Song           | Ten Foot Pole     | Tesla             | 2:36   |
| 17. | Why Rock?           | The Aquabats      | Leather Pyrate    | 4:52   |